# 프로테우스 효과
프로테우스 효과(Proteus effect)는 가상 세계 내의 개인의 행동이 아바타의 기질에 따라 변화되는 현상이다. 이 변화는 해당 가상 환경의 일부인 다른 사용자들이 일반적으로 해당 기질과 관련이 되는 행동에 대해 개인이 인지하고 있음에 기인한다. 프로테우스의 형용사 protean은 "휘발성의", "가변적인"을 의미하는 것처럼, 이 개념의 이름은 그리스 신화의 신 프로테우스의 능력을 변화시키는 형상을 암시한다. 프로테우스 효과는 2007년 6월 스탠퍼드 대학교의 연구원 닉 이와 제레미 베일런슨이 선보였다. 사용자의 내재된 아바타를 변화시키는 행동적 효과의 조사와 관련된 연구 분야로 간주된다.

## 같이 보기
- 자기실현적 예언